# Mysmenopsis cymbia
Espèce
Synonymes
- Mysmena cymbia Levi, 1956

Mysmenopsis cymbia est une espèce d'araignées aranéomorphes de la famille des Mysmenidae.

## Distribution
Cette espèce est endémique de Floride aux États-Unis,.

## Description
Le mâle holotype mesure 1,5 mm et la femelle 1,8 mm.

## Publication originale
- Levi, 1956 : The spider genus Mysmena in the Americas (Araneae, Theridiidae). American Museum Novitates, no 1801, p. 1-13 (texte intégral).